# ベイク
ベイク（BAKE）
1. （表面上を）焼く、焼き固める、焼き乾かす等を指す英語。食べ物や陶器を焼く、肌を焼く、大地をからからに焼くなどといった意味で使われる。パンやケーキといった焼き菓子や、CG制作におけるテクスチャを固定させる用語としても使われる。関連用語：ベーキング。
2. 森永製菓の菓子。

本項では2を解説する。
ベイク（BAKE）は、2003年より森永製菓が販売していたチョコレート菓子。
「常温でも手で溶けない」「外はカリッと中は柔らか」と他のチョコレートにはない特徴を持ち、発売開始当初は人気を博していたが、年々売り上げは減少し、2019年9月をもって生産を終了した。
2021年3月からリニューアルを経て再販している。

## 概要
- 焼かれたチョコの中になめらかなチョコレートが包まれており、暑くても手で持っても溶けないのが特徴の焼きチョコレート菓子である。

## 原材料
- 砂糖
- 植物油脂
- 全粉乳
- ココアパウダー
- ビスケット（小麦含む）
- 麦芽糖
- カカオマス
- ヘーゼルナッツペースト
- 脱脂粉乳
- デキストリン／乳化剤（卵・大豆由来）
- 香料
- 膨脹剤

## アレルギー関連情報
特定原材料
- 卵
- 乳
- 小麦

## バリエーション
- ベイク(ショコラ)
- ベイク クッキーショコラ
- ベイク(クリーミーチーズ)
  - クリームチーズ、カマンベールチーズ、マスカルポーネチーズが使われている。

## CM出演者
- 本田翼
- 大野智